# 중화인민공화국의 마천루 목록
다음은 중화인민공화국의 마천루 목록이다. 이 목록은 다음을 기반으로 한다.
- 구조체 높이
- 건물 높이
- 첨탑 설계, 프레스 첨탑 고도계 바디는, 첨탑 없이 프레스 상판 고도계, 별도로 설치된 안테나는 건물 높이에 포함되지 않은 건물의 주요 구조의 일부가 아니다.

이 목록에는 중화인민공화국에 건설된 고층 건물과 마천루가 포함되어 있다. 또한, 이 목록은 고층 빌딩의 건설을 포함하지 않는, 그리고 고층 빌딩에 속하지 않는 비구조물 등, 광저우 타워, 동방명주탑, 톈진 방송탑, 중앙 라디오 및 TV 타워, 통신 타워, 교량이나 드릴 등 석유 플랫폼과 같은 건물을 분리한다.

## 중화인민공화국에서 가장 높은 마천루 랭킹
이 순위는 2013년부터 순위가 매겨졌으며 파괴된 건물은 목록에서 삭제되었다. 가장 높은 건축 세부사항을 포함하지만 안테나와 같이 건물 구조에 속하지 않는 높이는 포함하지 않는다.
포함: 사용 완공, 완공 및 개조, 미완성이지만 덮개가 달린 피뢰침에 도달하거나 도달한 피사체의 높이가 300 미터를 초과하거나 초과했다.
| 순위 | 이름                                  | 위치   | 고도                     | 층수 | 연도 | 최고 높이                | 지붕 높이                | 비고          |
| ---- | ------------------------------------- | ------ | ------------------------ | ---- | ---- | ------------------------ | ------------------------ | ------------- |
| 1    | 상하이 타워                           | 상하이 | 632 미터 (2,073 ft)      | 128  | 2015 | 632 미터 (2,073 ft)      | 580 미터 (1,900 ft)      |               |
| 2    | 핑안 파이낸스 센터                    | 선전   | 600 미터 (2,000 ft)      | 115  | 2017 | 600 미터 (2,000 ft)      | 562 미터 (1,844 ft)      | [ 1 ]         |
| 3    | 골딘 파이낸스 117                     | 톈진   | 597 미터 (1,959 ft)      | 128  | 2021 | 597 미터 (1,959 ft)      |                          |               |
| 4    | CTF 광저우                            | 광저우 | 530 미터 (1,739 ft)      | 111  | 2016 | -                        | 530 미터 (1,739 ft)      |               |
| 4    | 톈진 CTF 파이낸스 센터                | 톈진   | 530 미터 (1,739 ft)      | 98   | 2019 | 530 미터 (1,739 ft)      | 497 미터 (1,631 ft)      |               |
| 5    | 상하이 세계금융센터                   | 상하이 | 492 미터 (1,614 ft)      | 101  | 2008 | 494미터 (1,621 ft)       | 494 미터 (1,621 ft)      | [ 2 ]         |
| 6    | 국제상업센터                          | 홍콩   | 484 미터 (1,588 ft)      | 118  | 2010 | -                        | 484 미터 (1,588 ft)      | [ 3 ]         |
| 7    | 창사 IFS T1                           | 창사   | 452 미터 (1,483 ft)      | 95   | 2017 | -                        | 452 미터 (1,483 ft)      | [ 4 ]         |
| 8    | 난징 그린랜드 금융센터                | 난징   | 450 미터 (1,480 ft)      | 89   | 2010 | 450 미터 (1,480 ft)      | 381 미터 (1,250 ft)      | [ 5 ]         |
| 9    | 징지100                               | 선전   | 441.8 미터 (1,449 ft)    | 100  | 2011 | -                        | 441.8 미터 (1,449 ft)    | [ 6 ]         |
| 10   | 광저우 국제금융센터                   | 광저우 | 440.75 미터 (1,446.0 ft) | 103  | 2010 | 440.75 미터 (1,446.0 ft) | 438.6 미터 (1,439 ft)    | [ 7 ]         |
| 11   | 우한 센터                             | 우한   | 438 미터 (1,437 ft)      | 88   | 2017 | 438 미터 (1,437 ft)      | 428 미터 (1,404 ft)      |               |
| 12   | 진마오 타워                           | 상하이 | 420.5 미터 (1,380 ft)    | 88   | 1999 | 420.5 미터 (1,380 ft)    | 366 미터 (1,201 ft)      | [ 8 ]         |
| 13   | 국제금융센터                          | 홍콩   | 415 미터 (1,362 ft)      | 88   | 2003 | -                        | 420 미터 (1,380 ft)      | [ 9 ]         |
| 14   | 시틱 플라자                           | 광저우 | 390.2 미터 (1,280 ft)    | 80   | 1997 | 390.2 미터 (1,280 ft)    | 321.9 미터 (1,056 ft)    | [ 10 ]        |
| 15   | 션 힝 스퀘어                          | 선전   | 384 미터 (1,260 ft)      | 69   | 1996 | 384 미터 (1,260 ft)      | 324.8 미터 (1,066 ft)    | [ 11 ]        |
| 16   | 에톤 플레이스                         | 다롄   | 383.45 미터 (1,258.0 ft) | 80   | 2015 | -                        | 383.45 미터 (1,258.0 ft) | [ 12 ] [ 13 ] |
| 17   | 센트럴 플라자                         | 홍콩   | 373.9 미터 (1,227 ft)    | 78   | 1992 | 373.9 미터 (1,227 ft)    | 309 미터 (1,014 ft)      | [ 14 ]        |
| 18   | 중국은행 타워                         | 홍콩   | 367.4 미터 (1,205 ft)    | 72   | 1990 | 367.4 미터 (1,205 ft)    | 315 미터 (1,033 ft)      | [ 15 ]        |
| 19   | 더 피나클                             | 광저우 | 360 미터 (1,180 ft)      | 60   | 2012 | 360 미터 (1,180 ft)      | 311.9 미터 (1,023 ft)    | [ 16 ]        |
| 20   | 포럼 66                               | 선전   | 355.8 미터 (1,167 ft)    | 71   | 2000 | 355.8 미터 (1,167 ft)    | 291.6 미터 (957 ft)      | [ 17 ]        |
| 21   | 시청 홀 항룽 플라자 2                 | 선양   | 350.6 미터 (1,150 ft)    | 65   | 2015 | 350.6 미터 (1,150 ft)    | 330 미터 (1,080 ft)      | [ 18 ] [ 19 ] |
| 22   | 더 센터                               | 홍콩   | 346 미터 (1,135 ft)      | 73   | 1998 | 346 미터 (1,135 ft)      | 292 미터 (958 ft)        | [ 20 ]        |
| 23   | 시엔따이청                            | 톈진   | 339.6 미터 (1,114 ft)    | 62   | 2016 |                          | 339.6 미터 (1,114 ft)    |               |
| 24   | 무석 부두 국제금융센터                | 우시   | 339 미터 (1,112 ft)      | 60   | 2014 | -                        | 339 미터 (1,112 ft)      |               |
| 24   | 충칭 세계금융센터                     | 충칭   | 338.9 미터 (1,112 ft)    | 70   | 2014 | -                        | 338.9 미터 (1,112 ft)    |               |
| 24   | 데지 플라자                           | 난징   | 337.5 미터 (1,107 ft)    | 62   | 2013 | 337.5 미터 (1,107 ft)    | 324 미터 (1,063 ft)      | [ 21 ]        |
| 25   | 톈진 세계금융센터                     | 톈진   | 336.9 미터 (1,105 ft)    | 75   | 2011 | -                        | 336.9 미터 (1,105 ft)    | [ 22 ]        |
| 26   | 쉬마오 인터내셔널 플라자              | 상하이 | 333.3 미터 (1,094 ft)    | 60   | 2006 | 333.3 미터 (1,094 ft)    | 246.5 미터 (809 ft)      | [ 23 ]        |
| 27   | 원저우 세계무역센터                   | 원저우 | 333 미터 (1,093 ft)      | 68   | 2010 | 323.3 미터 (1,061 ft)    | 309 미터 (1,014 ft)      | -             |
| 27   | 창저우 현대 미디어 센터               | 창저우 | 333 미터 (1,093 ft)      | 58   | 2013 | 333 미터 (1,093 ft)      | 245 미터 (804 ft)        |               |
| 29   | 민생은행 빌딩                         | 우한   | 331.3 미터 (1,087 ft)    | 68   | 2008 | 336.0 미터 (1,102.4 ft)  | 289.9 미터 (951 ft)      | [ 25 ]        |
| 30   | 중국 제3국제무역센터                  | 베이징 | 330 미터 (1,080 ft)      | 74   | 2010 | -                        | 330 미터 (1,080 ft)      | [ 26 ]        |
| 30   | 우한 영수 포춘 센터                   | 우한   | 330 미터 (1,080 ft)      | 68   | 2016 | 330 미터 (1,080 ft)      | 309 미터 (1,014 ft)      |               |
| 32   | 한 국 시티센터                        | 선전   | 329.4 미터 (1,081 ft)    | 80   | 2016 | 329.4 미터 (1,081 ft)    | 302.2 미터 (991 ft)      |               |
| 33   | 룽시 인터내셔널 호텔                  | 장인   | 328 미터 (1,076 ft)      | 74   | 2011 | -                        | 328 미터 (1,076 ft)      | [ 27 ]        |
| 33   | 우시 쑤닝 플라자                      | 우시   | 328 미터 (1,076 ft)      | 68   | 2013 | -                        | 328 미터 (1,076 ft)      |               |
| 35   | 광시 파이낸스 플라자                  | 난닝   | 325.45 미터 (1,067.7 ft) | 68   | 2016 | -                        | 325.45 미터 (1,067.7 ft) |               |
| 36   | 옌타이 쉬마오 타워                    | 옌타이 | 323 미터 (1,060 ft)      | 57   | 2017 | 323 미터 (1,060 ft)      | 278 미터 (912 ft)        |               |
| 37   | 시나 마스 타워                        | 상하이 | 319.5 미터 (1,048 ft)    | 66   | 2015 | -                        | 319.5 미터 (1,048 ft)    |               |
| 37   | 잉리 부두 국제금융센터                | 충칭   | 319.5 미터 (1,048 ft)    | 64   | 2016 | 319.5 미터 (1,048 ft)    | 300 미터 (984 ft)        |               |
| 39   | 니나 타워                             | 홍콩   | 318.9 미터 (1,046 ft)    | 88   | 2007 | 318.9 미터 (1,046 ft)    | 318.8 미터 (1,046 ft)    | [ 28 ]        |
| 40   | 글로벌 시티 스퀘어                    | 광저우 | 318.85 미터 (1,046.1 ft) | 67   | 2016 | -                        | 318.85 미터 (1,046.1 ft) |               |
| 41   | 챠오홍 빈장 센츄리 플라자             | 우후   | 318 미터 (1,043 ft)      | 69   | 2016 |                          | 318 미터 (1,043 ft)      |               |
| 42   | 충칭 IFS 타워 1                       | 충칭   | 316 미터 (1,037 ft)      | 67   | 2016 | 316 미터 (1,037 ft)      | 307.3 미터 (1,008 ft)    |               |
| 42   | 충칭 IFS 타워 2                       | 충칭   | 316 미터 (1,037 ft)      | 67   | 2016 | 316 미터 (1,037 ft)      | 307.3 미터 (1,008 ft)    |               |
| 45   | 창사 IFS 타워 T2                      | 창사   | 315 미터 (1,033 ft)      | 68   | 2014 | -                        | 315 미터 (1,033 ft)      | [ 4 ]         |
| 46   | 유스 올림픽 센터 타워                 | 난징   | 314.5 미터 (1,032 ft)    | 68   | 2014 |                          | 314.5 미터 (1,032 ft)    |               |
| 47   | 창 푸 진마오 타워                     | 선전   | 311.6 미터 (1,022 ft)    | 68   | 2016 | 311.6 미터 (1,022 ft)    | 303 미터 (994 ft)        |               |
| 48   | 모이 시티 타워                        | 선양   | 310.95 미터 (1,020.2 ft) | 75   | 2014 | -                        | 310.95 미터 (1,020.2 ft) | [ 29 ]        |
| 49   | 띠왕 인터네셔널 포츈 센터             | 류저우 | 310.6 미터 (1,019 ft)    | 75   | 2015 | 310.6 미터 (1,019 ft)    | 303 미터 (994 ft)        |               |
| 50   | 펄 리버 타워                          | 광저우 | 309.65 미터 (1,015.9 ft) | 71   | 2012 | -                        | 309.65 미터 (1,015.9 ft) | [ 30 ]        |
| 51   | 포츈 센터                             | 광저우 | 309.4 미터 (1,015 ft)    | 68   | 2015 | -                        | 309.4 미터 (1,015 ft)    |               |
| 52   | 동해 국제센터                         | 선전   | 308.6 미터 (1,012 ft)    | 82   | 2013 | -                        | 308.6 미터 (1,012 ft)    | [ 31 ] [ 32 ] |
| 53   | 원 아일랜드 이스트                    | 홍콩   | 308 미터 (1,010 ft)      | 68   | 2008 | 308 미터 (1,010 ft)      | 298.4 미터 (979 ft)      | [ 33 ]        |
| 54   | 마오이 월드 파이낸셜 센터             | 우시   | 303.8 미터 (997 ft)      | 71   | 2014 | 303.8 미터 (997 ft)      | 301 미터 (988 ft)        | [ 34 ]        |
| 55   | 장시 난창 그린랜드 센트럴 플라자 1    | 장시   | 303 미터 (994 ft)        | 63   | 2015 | 303 미터 (994 ft)        | 289 미터 (948 ft)        |               |
| 55   | 장시 난창 그린랜드 센트럴 플라자 2    | 장시   | 303 미터 (994 ft)        | 63   | 2015 | 303 미터 (994 ft)        | 289 미터 (948 ft)        |               |
| 57   | 선전 만리장성 금융센터                | 선전   | 302.95 미터 (993.9 ft)   | 62   | 2014 | 302.95 미터 (993.9 ft)   | 300.8 미터 (987 ft)      |               |
| 58   | 레아탑 플라자                         | 광저우 | 302.7 미터 (993 ft)      | 64   | 2012 | -                        | 302.7 미터 (993 ft)      | [ 35 ]        |
| 59   | 동방지문                              | 쑤저우 | 301.8 미터 (990 ft)      | 68   | 2015 | -                        | 301.8 미터 (990 ft)      | [ 36 ]        |
| 60   | 지난 그린랜드 센터                    | 지난   | 301.2 미터 (988 ft)      | 60   | 2015 | 301.2 미터 (988 ft)      | 292.6 미터 (960 ft)      |               |
| 61   | 안후이 라디오 및 텔레비전 새로운 센터 | 허페이 | 301 미터 (988 ft)        | 46   | 2013 | 301 미터 (988 ft)        | 226.7 미터 (744 ft)      |               |
| 62   | 시마오 채널 빌딩 A                    | 샤먼   | 300 미터 (980 ft)        | 64   | 2015 | 300 미터 (980 ft)        | 270.25 미터 (886.6 ft)   |               |
| 62   | 시마오 채널 빌딩 B                    | 샤먼   | 300 미터 (980 ft)        | 55   | 2015 | 300 미터 (980 ft)        | 270.25 미터 (886.6 ft)   |               |
| 62   | 징지 강변 타임즈                      | 선전   | 300 미터 (980 ft)        | 63   | 2016 | 300 미터 (980 ft)        | 272.95 미터 (896 ft)     |               |

### 아이콘
1 상하이 타워  ·  2 핑안 파이낸스 센터  ·  3 CTF 광저우  ·  4 상하이 세계금융센터  ·  5 국제상업센터 
6 난징 그린랜드 금융센터  ·  7 징지100  ·  8 광저우 국제금융센터  ·  9 우한 센터  ·  10 진마오 타워

## 공사중인 마천루
시작 상태에서 본체의 높이가 300 미터에 도달하거나 초과한다.
| 건물 이름                         | 높이                           | 완공 연도 | 위치   |
| --------------------------------- | ------------------------------ | --------- | ------ |
| 쑤저우 중난 센터                  | 499.15 미터 (1,638 ft)         | 2025~26   | 쑤저우 |
| 바오넝 선양 국제금융센터          | 453 미터 (1,486.2204724409 ft) | ?         | 선양   |
| 다롄 그린랜드 센터                | 517 미터 (1,696 ft)            | 공사중단  | 다롄   |
| 에버그랜드 IFC                    | 518 미터 (1,699 ft)            | 2025      | 허페이 |
| 우한 그린랜드 센터                | 475 미터 (1,558 ft)            | 2022      | 우한   |
| 충칭 국제금융센터                 | 431 미터 (1,414 ft)            | ?         | 충칭   |
| 비즈니스 월드                     | 468 미터 (1,535 ft)            | 공사중단  | 충칭   |
| R&F 광동빌딩                      | 468 미터 (1,535 ft)            | 2024      | 톈진   |
| 청두 그린랜드 센터                | 468 미터 (1,535 ft)            | 2022      | 청두   |
| 난징 올림픽 순닝 타워             | 419.8 미터 (1,377 ft)          | 2024      | 난징   |
| 시티 홀 항 룽 플라자 1            | 384.8 미터 (1,262 ft)          | -         | 선양   |
| 닝보 센터                         | 409 미터 (1,342 ft)            | 2023      | 닝보   |
| 신지커우 선닝 스퀘어              | 388 미터 (1,273 ft)            | 2019      | 난징   |
| 더 밸리 오프 딥 인더스트리        | 380 미터 (1,247 ft)            | 2015      | 선전   |
| 진디 깡 시아                      | 380 미터 (1,247 ft)            | 2015      | 선전   |
| 하이티엔 센터                     | 369 미터 (1,211 ft)            | 2019      | 칭다오 |
| 샹바이루 유니온 스퀘어            | 380 미터 (1,247 ft)            | -         | 톈진   |
| 허시 골든 이글 월드 A             | 368 미터 (1,207 ft)            | 2017      | 난징   |
| 다롄 국제무역센터                 | 366 미터 (1,201 ft)            | 2015      | 다롄   |
| 폴리 국제 플라자                  | 366 미터 (1,201 ft)            | 2015      | 청두   |
| 쉬자후이 센터                     | 360 미터 (1,181 ft)            | 2017      | 상하이 |
| 쑤저우 그린랜드 센터              | 358 미터 (1,175 ft)            | 2017      | 쑤저우 |
| 중국 철강국제플라자               | 358 미터 (1,175 ft)            | 2013      | 톈진   |
| 우시 시마오국제플라자 B           | 358 미터 (1,175 ft)            | 2017      | 우시   |
| 티쉬만 첨탑금융플라자             | 350 미터 (1,148 ft)            | 2015      | 톈진   |
| 우한 거저우바                     | 350 미터 (1,148 ft)            | 2011      | 우한   |
| 리틀 스카이 시티                  | 349.2 미터 (1,146 ft)          | 2014      | 창사   |
| 샤먼 국제센터                     | 339.88 미터 (1,115 ft)         | 2015      | 샤먼   |
| 쿤밍 항 룽 플라자                 | 338 미터 (1,109 ft)            | 2018      | 쿤밍   |
| 타운 장쑤 난징 플라자             | 338 미터 (1,109 ft)            | 2019      | 전장   |
| 이다 국제금융센터                 | 336 미터 (1,102 ft)            | 2017      | 옌타이 |
| 샤오 빌딩                         | 335 미터 (1,099 ft)            | 2016      | 칭다오 |
| 중국 에너지 저장 빌딩             | 333 미터 (1,093 ft)            | 2017      | 선전   |
| 오리엔탈 후이                     | 333 미터 (1,093 ft)            | 2015      | 청두   |
| 청두 글로벌무역센터               | 330 미터 (1,083 ft)            | 2015      | 청두   |
| 케리 센터                         | 330 미터 (1,083 ft)            | -         | 톈진   |
| 바오넹 글로벌무역센터 2           | 328 미터 (1,076 ft)            | 2018      | 선양   |
| 풀턴 세계무역센터                 | 328 미터 (1,076 ft)            | 2018      | 난징   |
| 허시 골든 이글 월드 B             | 328 미터 (1,076 ft)            | 2017      | 난징   |
| 톈허 국제센터                     | 327.85 미터 (1,076 ft)         | 2015      | 충칭   |
| 다크 블루 플라자                  | 327.25 미터 (1,074 ft)         | 2016      | 칭다오 |
| 바오넹 센터                       | 327 미터 (1,073 ft)            | 2017      | 선전   |
| 룬화 글로벌센터                   | 318 미터 (1,043 ft)            | 2015      | 창저우 |
| 포산 쑤닝 스퀘어                  | 318 미터 (1,043 ft)            | 2019      | 포산   |
| 신세계 국제 컨벤션 및 전시 센터 1 | 312.85 미터 (1,026 ft)         | 2015      | 선양   |
| 신세계 국제 컨벤션 및 전시 센터 2 | 312.85 미터 (1,026 ft)         | 2015      | 선양   |
| 선 훙 카이 빌딩                   | 310 미터 (1,017 ft)            | 2014      | 쑤저우 |
| 그린랜드 센터. 항저우의 문        | 310 미터 (1,017 ft)            | 2019      | 항저우 |
| 광화 증권 빌딩                    | 308 미터 (1,010 ft)            | 2015      | 광저우 |
| 우한 항 룽 플라자                 | 308 미터 (1,010 ft)            | 2019      | 우한   |
| 우시 시마오국제플라자 A           | 308 미터 (1,010 ft)            | 2017      | 우시   |
| 랑함 호텔                         | 302 미터 (991 ft)              | 2015      | 다롄   |
| 허시 골든 이글 월드 C             | 300 미터 (984 ft)              | 2016      | 난징   |

## 같이 보기
- 마천루 목록
- 베이징의 마천루 목록
- 상하이의 마천루 목록
- 홍콩의 마천루 목록